# Primi ministri del Brasile
La carica di primo ministro del Brasile è esistita in due periodi storici durante i quali il paese è stato retto da un sistema parlamentare con un primo ministro a capo del consiglio dei ministri.
Il primo periodo è stato durante l'impero di Pietro II del Brasile e durò per gli ultimi 42 anni dell'impero, il secondo fu un breve periodo durante l'amministrazione del presidente João Goulart dal 1961 al 1963.

## Lista dei presidenti del Consiglio dei ministri durante l'Impero del Brasile
| 1                                                                 |      | Manuel Alves Branco                   | 20 luglio 1847    | 8 marzo 1848      | Partito liberale           |
| 2                                                                 |      | José Carlos Pereira de Almeida Torres | 8 marzo 1848      | 31 maggio 1848    | Partito liberale           |
| 3                                                                 |      | Francisco de Paula Sousa e Melo       | 31 maggio 1848    | 28 settembre 1848 | Partito liberale           |
| 4                                                                 |      | Pedro de Araújo Lima                  | 28 settembre 1848 | 8 ottobre 1849    | Partito conservatore       |
| 5                                                                 |      | José da Costa Carvalho                | 8 ottobre 1849    | 11 maggio 1852    | Partito conservatore       |
| 6                                                                 |      | Joaquim José Rodrigues Torres         | 11 maggio 1852    | 6 settembre 1853  | Partito conservatore       |
| 7                                                                 |      | Honório Hermeto Carneiro Leão         | 6 settembre 1853  | 3 settembre 1856  | Partito conservatore       |
| 8                                                                 |      | Luís Alves de Lima e Silva            | 3 settembre 1856  | 4 maggio 1857     | Partito conservatore       |
| 9                                                                 |      | Pedro de Araújo Lima                  | 4 maggio 1857     | 12 dicembre 1858  | Partito conservatore       |
| 10                                                                |      | Antônio Paulino Limpo de Abreu        | 12 dicembre 1858  | 10 agosto 1859    | Partito conservatore       |
| 11                                                                | 50px | Ângelo Moniz da Silva Ferraz          | 10 agosto 1859    | 2 marzo 1861      | Partito conservatore       |
| 12                                                                |      | Luís Alves de Lima e Silva            | 2 marzo 1861      | 24 maggio 1862    | Partito conservatore       |
| 13                                                                |      | Zacarias de Góis e Vasconcelos        | 24 maggio 1862    | 30 maggio 1862    | Lega progressista          |
| 14                                                                |      | Pedro de Araújo Lima                  | 30 maggio 1862    | 15 gennaio 1864   | Lega progressista          |
| 15                                                                |      | Zacarias de Góis e Vasconcelos        | 15 gennaio 1864   | 31 agosto 1864    | Lega progressista          |
| 16                                                                |      | Francisco José Furtado                | 31 agosto 1864    | 12 maggio 1865    | Lega progressista          |
| 17                                                                |      | Pedro de Araújo Lima                  | 12 maggio 1865    | 3 agosto 1866     | Partito liberale           |
| 18                                                                |      | Zacarias de Góis e Vasconcelos        | 3 agosto 1866     | 16 luglio 1868    | Partito liberale           |
| 19                                                                |      | Joaquim José Rodrigues Torres         | 16 luglio 1868    | 29 settembre 1870 | Partito liberale           |
| 20                                                                |      | José Antônio Pimenta Bueno            | 29 settembre 1870 | 7 marzo 1871      | Partito conservatore       |
| 21                                                                |      | José Maria da Silva Paranhos          | 7 marzo 1871      | 25 giugno 1875    | Partito conservatore       |
| 22                                                                |      | Luís Alves de Lima e Silva            | 25 giugno 1875    | 5 gennaio 1878    | Partito conservatore       |
| 23                                                                |      | João Lins Vieira Cansanção de Sinimbu | 5 gennaio 1878    | 28 marzo 1880     | Partito conservatore       |
| 24                                                                |      | José Antônio Saraiva                  | 28 marzo 1880     | 21 gennaio 1882   | Partito liberale           |
| 25                                                                |      | Martinho Álvares da Silva Campos      | 21 gennaio 1882   | 3 luglio 1882     | Partito liberale           |
| 26                                                                |      | João Lustosa da Cunha Paranaguá       | 3 luglio 1882     | 24 maggio 1883    | Partito liberale           |
| 27                                                                |      | Lafayette Rodrigues Pereira           | 24 maggio 1883    | 6 giugno 1884     | Partito liberale           |
| 28                                                                |      | Manuel Pinto de Sousa Dantas          | 6 giugno 1884     | 6 maggio 1885     | Partito liberale           |
| 29                                                                |      | José Antônio Saraiva                  | 6 maggio 1885     | 20 agosto 1885    | Partito liberale           |
| 30                                                                |      | João Maurício Wanderley               | 20 agosto 1885    | 10 marzo 1888     | Partito conservatore       |
| 31                                                                |      | João Alfredo Correia de Oliveira      | 10 marzo 1888     | 7 giugno 1889     | Partito conservatore       |
| 32                                                                |      | Afonso Celso de Assis Figueiredo      | 7 giugno 1889     | 15 novembre 1889  | Partito liberale           |
| Proclamazione della repubblica : carica abolita dal 1889 al 1962. |      |                                       |                   |                   |                            |
| 33                                                                |      | Tancredo Neves                        | 8 settembre 1961  | 21 luglio 1962    | Partito social democratico |
| 34                                                                |      | Francisco de Paula Brochado da Rocha  | 21 luglio 1962    | 18 settembre 1962 | Partito social democratico |
| 35                                                                |      | Hermes Lima                           | 18 settembre 1962 | 24 gennaio 1963   | Partito social democratico |